# Comitatul Monroe, Alabama
Comitatul Monroe, conform originalului din limba engleză, Monroe County (codul său FIPS este 01 - 099 Arhivat în 6 iunie 2011, la Wayback Machine.), este unul din cele 67 de comitate ale statului american Alabama. Conform recensământului Statelor Unite Census 2000, efectuat de United States Census Bureau, populația totală era de 24.324 de locuitori. Sediul comitatului este orașul Monroeville.
Comitatul a fost denumit după James Monroe, al cincilea președinte al Statelor Unite ale Americii, fiind creat la 29 iunie 1815. Numele Monroe County este situat ca al 51-lea pe lista comitatelor statului.

## Demografie
|  | Graficele sunt indisponibile din cauza unor probleme tehnice. Mai multe informații se găsesc la Phabricator și la wiki-ul MediaWiki. |

Date: Wikidata - grafică realizată de Wikipedia